# Gåraträsksjön
Gåraträsksjön är en sjö i utkanten av Norråker i närheten av Tåsjö i Strömsunds kommun i Ångermanland och ingår i Ångermanälvens huvudavrinningsområde. Sjön har en area på 1,76 kvadratkilometer och ligger 373,9 meter över havet. Sjön avvattnas av vattendraget Högnäsån.

## Delavrinningsområde
Gåraträsksjön ingår i det delavrinningsområde (715088-149555) som SMHI kallar för Utloppet av Gäraträsksjön. Medelhöjden är 385 meter över havet och ytan är 15,49 kvadratkilometer. Det finns ett avrinningsområde uppströms, och räknas det in blir den ackumulerade arean 38,62 kvadratkilometer. Högnäsån som avvattnar avrinningsområdet har biflödesordning 3, vilket innebär att vattnet flödar genom totalt 3 vattendrag innan det når havet efter 243 kilometer. Avrinningsområdet består mestadels av skog (48 procent) och sankmarker (38 procent). Avrinningsområdet har 1,76 kvadratkilometer vattenytor vilket ger det en sjöprocent på 11,3 procent.